# Zawady (Banie Mazurskie)
Zawady (deutsch Sawadden, 1938 bis 1945 Herbsthausen A) ist ein Dorf in der polnischen Woiwodschaft Ermland-Masuren und gehört zur Landgemeinde Banie Mazurskie (Benkheim) im Powiat Gołdapski (Kreis Goldap).

## Geographische Lage
Zawady liegt im Nordosten der Woiwodschaft Ermland-Masuren, 24 Kilometer östlich der früheren Kreisstadt Angerburg (polnisch Węgorzewo) bzw. 19 Kilometer südwestlich der jetzigen Kreishauptstadt Gołdap (Goldap).

## Geschichte
Sawadden wurde im Jahre 1679 gegründet. Im Jahre 1785 war es ein königliches Bauerndorf mit zwölf Feuerstellen, und vor 1945 prägten mehrere kleine Höfe und Gehöfte das Ortsbild. 1874 kam Sawadden zum neu errichteten Amtsbezirk Lyssen (später: Lissen, polnisch Lisy), der Zeit seines Bestehens zum Kreis Angerburg im Regierungsbezirk Gumbinnen der preußischen Provinz Ostpreußen gehörte.
Im Jahre 1867 waren in Sawadden 286 Einwohner gemeldet, deren Zahl sich bis 1885 auf 245 verringerte. Im Jahre 1905 betrug sie 251 und 1910 nur noch 229.
Am 1. April 1938 erfolgte ein Zusammenschluss der drei Nachbargemeinden Budzisken (polnisch Budziska), Mitschkowken (Mieczkówka) und Sawadden zur neuen Gemeinde Herbsthausen, wobei die zugehörigen Gemeinden den Namen gerne mit einem Kennbuchstaben versahen: Herbsthausen „A“ für Sawadden, Herbsthausen „B“ für Mitschkowken und Herbsthausen „C“ für Budzisken. Diese neu benannte Gemeinde innerhalb des Kreises Angerburg bestand lediglich sieben Jahre, als sie in Kriegsfolge im Jahre 1945 mit dem gesamten südlichen Ostpreußen zu Polen kam. Dann wurden die drei Gemeinden wieder eigenständig und erhielten eigene Namen, für Sawadden jetzt „Zawady“. Heute gehört es mit Sitz des Schulzenamtes (polnisch Sołectwo) zum Verbund der Landgemeinde Banie Mazurskie, nicht mehr im Kreis Angerburg, sondern im Powiat Gołdapski gelegen, vor 1998 zur Woiwodschaft Suwałki, seither zur Woiwodschaft Ermland-Masuren zugehörig.

## Kirche
Der evangelische Teil der Bevölkerung Sawaddens resp. Herbsthausens A war bis 1945 in das Kirchspiel der Kirche in Benkheim (Banie Mazurskie) im Kirchenkreis Angerburg in der Kirchenprovinz Ostpreußen der Kirche der Altpreußischen Union eingepfarrt, während der katholische Teil zur Pfarrei in Angerburg (Węgorzewo) im Bistum Ermland gehörte. Die evangelischen Einwohner Zawady gehören jetzt zur Kirche in Gołdap, einer Filialkirche zu Suwałki in der Diözese Masuren der Evangelisch-Augsburgischen Kirche in Polen, während die katholischen Kirchenglieder Teil der Pfarrkirche in Banie Mazurskie im Dekanat Gołdap im Bistum Ełk (Lyck) der Römisch-katholischen Kirche in Polen sind.

## Verkehr
Zawady liegt ein wenig abseits vom Straßenverkehr an einer unbedeutenden Nebenstraße, die Kierzki (Kerschken) und Mieczkówka (Mitschkowken, 1938 bis 1945 Herbsthausen B) miteinander verbindet. Eine Bahnanbindung besteht nicht.